# فرقة المعلم يعقوب القبطية
فرقة المعلم يعقوب القبطية- إحدى فرقتين (بجانب فرقة فرط الرمان)، تم تأسيسها بقيادة المعلم يعقوب أو الجنرال يعقوب، وذلك من قبل الحملة الفرنسية أثناء تواجدها في مصر، والهدف من تأسيس هذه الفرقة هو مساعدة الحملة الفرنسية وجباية الأموال من المصرين سواء أكانوا مسلمين أم مسيحين.

## الأوضاع التي سبقت تشكيل الفرقة

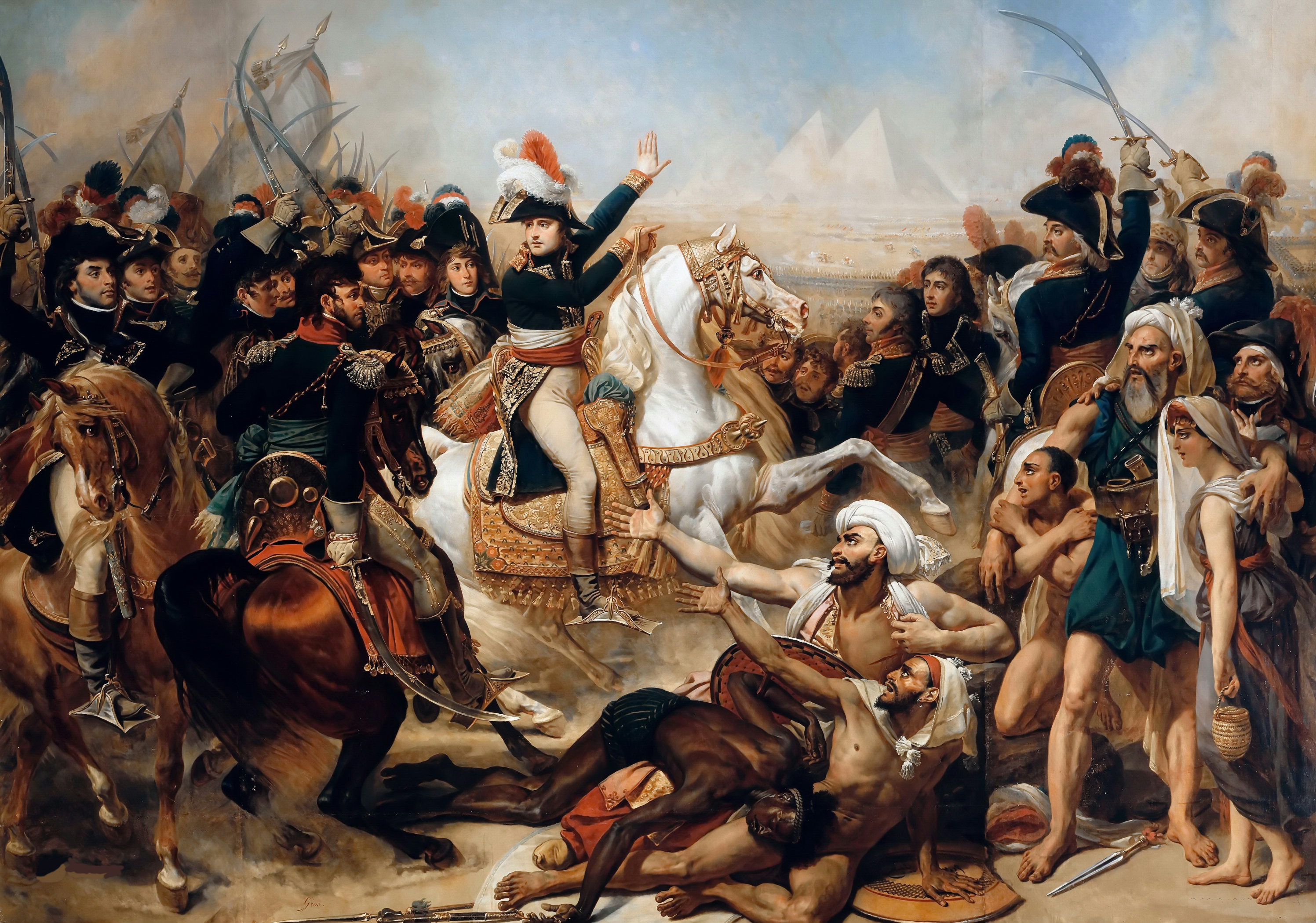

على الرغم من أن الفرنسيين حاولوا كسب ود المصرين من خلال احترامهم عادات البلاد وديانات أهلها، واعتبارهم جميع المواطنين بمساواة واحدة، حتى أن نصرانيًا جاهر بشرب الدخان على قارعة الطريق في شهر رمضان نكاية في المسلمين، فقام أحد المشايخ الغيورين بضربه، وعندما وصل الأمر إلى الحاكم أمر بتاديب النصراني، وأمر بالمحافظة على العادة الجارية من قبل، وكانوا إذا مر أحدهم على الجامع الأزهر ينزل من على حصانه ولا يمر به راكبًا. غير أن بعض المصرين اتخذوا ما قرره الفرنسيون من ربط عوائد على الأملاك ذريعة لإثارة الفتنة، فاشتد غضبهم وحملوا السلاح وخرجوا عن أوامر الحكومة وأيدهم في ذلك عدد من الناس ، ولم يقتصروا على مخالفة أوامر الحكومة والعصيان عليها، بل قاموا بمهاجمة بيوت المسلمين والمحالات التجارية ونهبوها ومارسوأعمالا تخالف شرع الله و تنفر منها النفوس . فما كان من الفرنسين إلا أن يصوبوا مدافعهم صوب المدينة وخاصة الجامع الأزهر وما يجاوره، وامطرو بالقذائف على البيوت حتى تهدمت على ساكنيها ودخلوا الجامع الأزهر وارتكبو فيه افعالا لا توصف . ولما انتهت الفتنة فرضوا على الناس مغارم لم يخل الحال من استعمال الشدة في تحصيلها لجسامتها، وألزموهم بدفع مبالغ تزيد كثيرًا عما أوجب هذه الثورة. وبعد ذلك أخذ الاقباط الحذر من عودة هذه الفئة للثوار مرة أخرى ، فقام بعضهم بتقوية جدران بيوتهم ورفع أسوارها إلى حد يتعذر على المهاجمين الصعود إليها، وبعضهم قام بكسوة الأبواب بمسامير حديد كبيرة ذات رؤوس جافية متلاصقة ببعضها حتى لا تؤثر فيها الآلات الحادة، وفي أثناء ذلك ومع أحداث تلك الثورة قام شخص يدعى يعقوب بالاتفاق مع قائد العسكر الفرنسي على تأليف جيش من الأقباط وقام بجمع نحو ألفين من الصعيد الشبان الأقوياء القادرين على حمل السلاح وبدأ تشكيل هذا الجيش الذي عرف بفرقة المعلم يعقوب، وقلده كليبر ملقبًا اياه أغا وفى عهد قيادة مينو رقي يعقوب جنرالاً.

## تشكيل الفرقة ومهامها

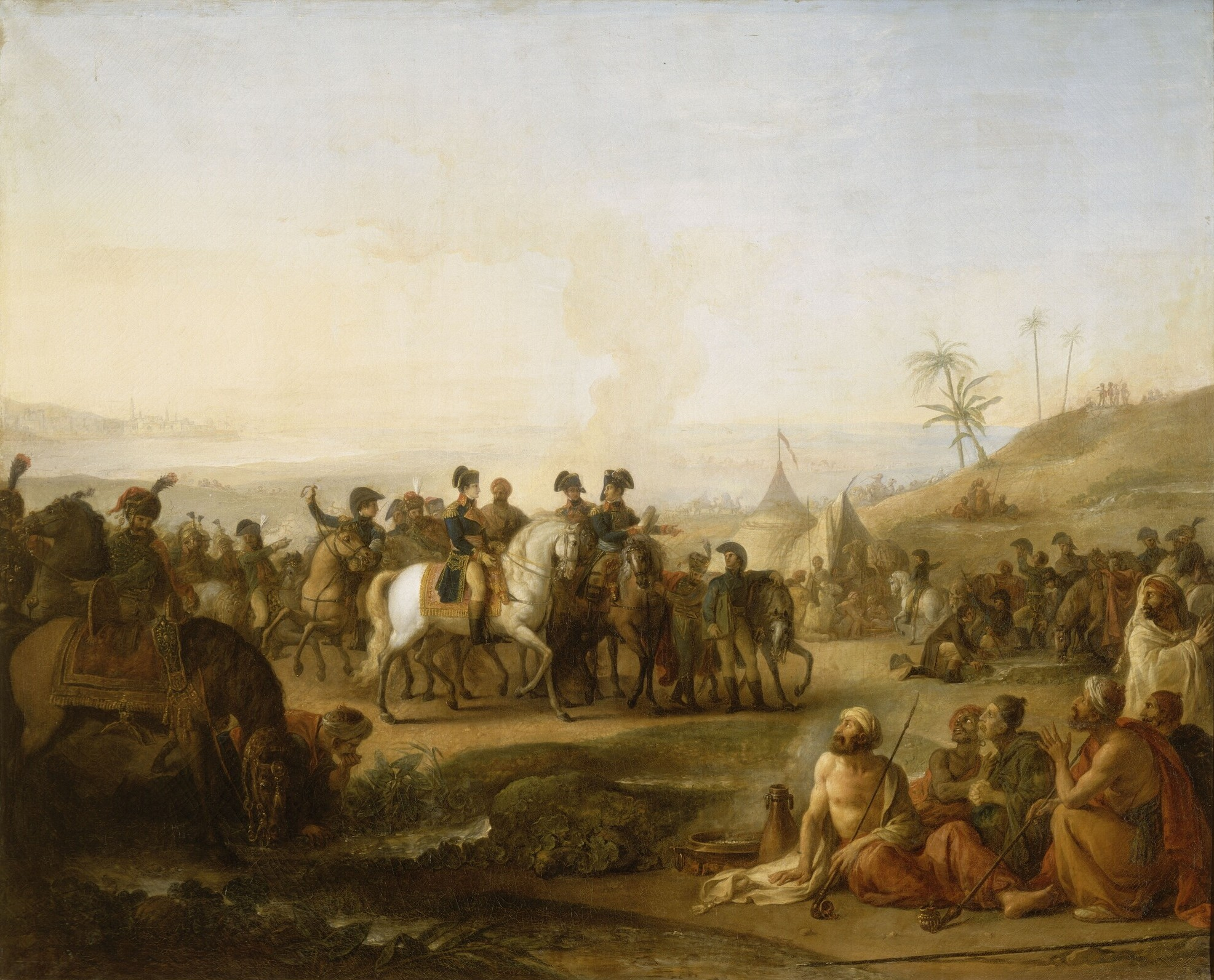

يعود تاريخ هذه الفرقة (والتي تسمى أيضًا بالقيلق القبطي أو الجيش القبطي) إلى تواجد الحملة الفرنسية في مصر(1798- 1801)، وتم تأسيسها بقيادة يعقوب حنا، وعلى نفقته الخاصة، وهي تتشكل من أكثر من 2000 من المسيحيين أتباع المعلم يعقوب والذين تم جلبهم وتجنيدهم من الصعيد، وقد تم تدريبهم على أيدي ضباط الحملة الفرنسية ي عام 1800، وقاموا بمدهم بالبنادق والسلاح، حتى أن يعقوب ذاته تعلم الحركات العسكرية وراسهم وقام ببناء قلعة بجهة الجامع الأحمر بالأزبكية وسماها قلعة يعقوب، ومهمة هذه الفرقة تكمن في معاونة الحملة الفرنسية ضد المصرين وجباية الأموال منهم بكل الطرق الممكنة، وبعد أن أطلقت الحملة يد يعقوب وفرقته في جباية الأموال من الشعب المصري، أرتكبت هذه الفرقة ما لا يمكن حصره من الفظائع والجرائم بحق المصرين بمن فيهم الأقباط الرافضين للاستعمار. وكان لهذه الفرقة أو هذا الفيلق دور كبير فيى ثورة القاهرة الثانية، ومع خروج الفرنسين من مصر تفككت هذه الفرقة ورحل قائدها مع الجيش الفرنسي في حين رفض الكثير من أعضاء الفرقة الرحيل عن البلاد

## القائد

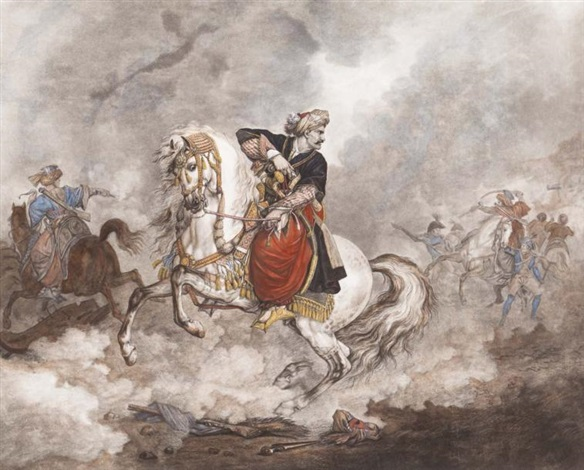

قائد هذه الفرقة هو يعقوب حنا (1745-1801م) أو كما يطلق عليه المعلم يعقوب، والجنرال يعقوب، والجنرال جاكوب، ويعقوب الجندي مواليد ملوي بمحافظة المنيا عام 1745م. صار كاتبًا في سن العشرين ثم صار كبير محاسبي سليمان بك أغا الإنكشارية، تميز يعقوب عن أقرانه من المبشرين الأقباط، تعلم ركوب الخيل والقتال بالسيف من المماليك وشارك معهم في حربهم ضد الأتراك، تزوج من سورية من حلب بعد وفاة زوجته وذلك على العكس من عادات قومه. كان من أصحاب الأملاك والتجارة. ارتبط أسمه بالخيانة نظرًا لما فعله بالمسلمين لصالح الحملة الفرنسية، حتى أن الأقباط أنفسهم لم يسلموا منه فقد تبرأت منه الكنيسة القبطية، وسجل مؤرخو الأقباط العلاقة المتوترة بينه وبين البطريرك مرقس الثامن ويذكرون كيف أنه تجرأ على الدخول إلى الكنيسة على ظهر جواده، وعندما جاءت الحملة الفرنسية على مصر، تدخل فيهم وعرف من لغتهم قدر المستطاع، ووجد الفرصة للتحرر من القيد المفروض عليه كذمي، وبدأ كبيرا للمحاسبين مع الجنرال "ديزيه" ولم يكتف يعقوب بذلك، حيث أثبت قدراته القتالية في موقعة عين القوصية وصار الساعد الأيمن لديزيه. وعندما رحل الفرنسيون رحل يعقوب معهم ومات على ظهر السفينة عام 1801م.

## انظر ايضًا
- المعلم يعقوب
- الحملة الفرنسية على مصر